# Бриньоле, Джакомо-Мария
Джакомо Мария Бриньоле (итал. Giacomo Maria Brignole; Генуя, 1724 — Флоренция, 1801) — дож Генуэзской республики. Он был последним дожем Генуи и единственным в истории, кто был избран дважды.

## Биография
Родился в 1724 году в семье генуэзских аристократов. Сын Франческо Марии Бриньоле и Лавинии Спинолы. О его юности практически ничего не известно, как и о периоде обучения. Известно, что в молодости он занимался коммерцией, так что первой его должностью в республике стал пост в магистрате торговли и финансов. Был внесен в Золотую книгу городского дворянства в 1746 году, служил в магистрате вина.
На посту защитника Банка Сан-Джорджо в ходе 1763 года он вступил в конфликт со Стефано Ломеллини, который обвинял его в злоупотреблениях, но это не сказалось на карьере Джакомо. Он в это время занимался строительством военного госпиталя в заливе Ла-Специя, способствовал возобновлению политических и коммерческих связей с Испанией, при поддержке семьи Гримальди.
Джакомо считался консерватором и очень религиозным человеком. Он отрицательно комментировал существовавшее политическое управление, экономику и правосудие, заявляя о необходимости проведения реформ и возрождения мощи республики.
Имя Джакомо появляется в списках сенаторов Республики в 1767 году, государственных обвинителей в 1770 году, членов Верховного синдикатория в 1773 году и членов магистрата войны с 1775 до 1776 годы. На сессии Малого Совета в декабре 1778 года он в очередной раз раскритиковал экономическое управление и правовую систему Генуи. На более поздней встрече, состоявшейся в январе 1779 года, он открыто заявил другим членам Малого Совета, что имеет готовый план реформ, и это, безусловно, способствовало его избранию на должность дожа. 198 голосами из 321, Джакомо был избран 4 марта 1779 года новым дожем Генуи, 176-м в республиканской истории.

### Первое правление
Церемония коронации состоялась 13 сентября 1779 года в церкви Св. Амвросия, так как зал Большого Совета во Дворце дожей был в состоянии реконструкции после пожара 1777 года. Первый мандат Бриньоле был отмечен жестокой эпидемией оспы, которая быстро распространилась по всей территории республики из-за многочисленных набегов берберских пиратов вдоль побережья. Успешная экспедиция против пиратов во главе с Джироламо Дураццо, брата дожа, позволила капитану Джованни Де Марчи захватить несколько пиратских шебек.
Его мандат истек 4 марта 1781 года, и бывший дож вошел в состав магистрата границ. В 1788—1796 годах он был президентом коллегии государственных инквизиторов и в этом качестве сумел протолкнуть, в конце 1790 года, закон о более жестком регулировании цензуры.

### Второе правление и отречение
17 ноября 1796 года Джакомо был избран дожем во второй раз — уникальный случай в истории Республики Генуя. В трудное время он отказался от торжеств и церемонии коронации.
В условиях близости войск Наполеона Бонапарта к границам Генуи политика дожа была нацелена на поддержание нейтралитета (в частности, он не присоединился к австро-сардинской коалиции против Франции). Ситуация стала ухудшаться по мере новых победоносных наполеоновских сражений, что неизбежно вызвало появление сторонников французского императора среди знати и представителей генуэзского народа. Прибывший в Геную представитель Франции Шарль Гийом Фэпуль имел прямое указание от Наполеона следить за событиями в столице республики. В мае 1797 года последовали аресты некоторых якобинцев, которые организовали массовые беспорядки в городе, что фактически разделило генуэзское общество по вопросу поддержки Наполеона. В столкновениях с генуэзскими якобинцами участвовал также сын дожа, Джан Карло Бриньоле.
После перехода французских войск через Альпы, возможно, желая обеспечить себе сохранение высоких должностей в новом генуэзском государстве, Джакомо Мария Бриньоле предпочел отречься от власти 14 июня 1797 года.

### Президент Лигурийской республики
Республика Генуя была ликвидирована Наполеоном, но бывший дож Бриньоле был выбран в качестве дожа временного правительства вновь образованной Лигурийской республики из двенадцати сенаторов, а также представителей различных профранцузских знатных семей.
26 июня, по инициативе юриста Гаэтано Марре и самого Бриньоле, должность дожа была переименована в Президента временного правительства Лигурийской республики. Бриньоле сохранял пост представителя марионеточного государства до 17 января 1798 года, когда, по приказу французских властей, некоторые известные жители Генуи, так называемые «опасные люди», были изгнаны из государства. Среди них были бывший дож Джакомо Мария Бриньоле, Стефано Риварола, братья Джироламо и Джованни Баттиста Серра, якобинец Гаспаре Саули. Братья Серра переехали в Милан, Бриньоле и Саули — во Флоренцию, Риварола — в свои земли в Кьявари.
Бриньоле поселился в монастыре святого Павлина во Флоренции, где умер 21 декабря 1801 года.

### Личная жизнь
Был женат на Барбаре Дураццо, от которой имел шестерых детей. Старший сын Джан Карло был министром финансов Королевства Сардинии с 1816 до 1824 года.